# Metophthalmus niveicollis
Metophthalmus niveicollis là một loài bọ cánh cứng trong họ Latridiidae. Loài này được Du Val miêu tả khoa học năm 1857.